# Hansel Mieth
Hansel Mieth, född 9 april 1909 i Oppelsbohm i kommunen Berglen i Tyskland, död 1998 i Santa Rosa i Kalifornien, var en tyskfödd fotograf och bildjournalist som arbetade för tidskriften LIFE. Hon är mest känd för sina socialt kommenterande fotoreportage som skildrar arbetarklassens vardag i Amerika under 1930- och 1940-talen.

## Biografi
Hansel Mieth föddes 1909 i Oppelsbohm i Tyskland och döptes till Johanna. Hon hade två systrar och växte upp i en strikt religiös familj. 1920 flyttade familjen till Fellbach där hon träffade Otto Hägele, senare Hagel (1909–1973), som hon senare skulle gifta sig med. Hon arbetade i en sömmerskefabrik och lärde sig reparera klockor.
1927 när både hon och Otto var 18 år lämnade de sina hem för att resa runt i Europa. De cyklade genom Frankrike, Spanien och Italien under sex månader och vandrade sedan genom Österrike, Bosnien, Bulgarien, Jugoslavien och Turkiet. Under denna resa klädde hon sig som en pojke och började kalla sig för "Hansel," diminutivformen för Hans. Under resan försörjde de sig bland annat genom att skicka in berättelser och fotografier till tidningar.
För att undslippa Nazityskland tog Otto 1928 värvning på en fraktbåt. Väl framme i USA lämnade han skeppet och tog sig till San Francisco. Två år senare emigrerade Hansel lagligt till USA där hon återförenades med sin pojkvän. Det här var under den stora depressionen och tillsammans arbetade de under flera år som inhyrd personal i jordbrukssektorn. Samtidigt började de att dokumentera de hårda arbetsförhållandena och den nöd som de hade runt omkring sig, med en begagnad Leicakamera. I San Francisco, Sacramento och i småstäder på landsorten fotograferade de strejker och hemlösa. I början av 1930-talet ingick de i gruppen Workers Film and Photo League i San Francisco. Under denna period lärde de känna fler arbetarfotografer och de började sälja sina bilder till olika tidskrifter.
1937 fick Mieth anställning på LIFE Magazine, som den andra kvinnliga fotografen, och hon och Otto, som hon gifte sig med 1940, flyttade till New York. Han var då fortfarande tysk medborgare så för att slippa att bli internerad under andra världskriget så flyttade de till en avlägset belägen ranch i närheten av Santa Rosa i norra Kalifornien. Mieth fortsatte med sina uppdrag för LIFE, men Hagel lämnade aldrig Singing Hills Ranch.
Under kriget skildrade Mieth japanska amerikaner som förts bort från sina hem och internerats av Roosevelt-administrationen. I början av 1950-talet vägrade paret att infinna sig till utfrågningar av kommittén för oamerikanska aktiviteter, där de skulle ha blivit tvingade att uppge namn på medlemmar inom arbetarrörelsen, vilket ledde till att Mieth förlorade sitt arbete vid LIFE, och de blev inofficiellt svartlistade. Många av deras tidigare vänner vände dem ryggen. Paret drog sig tillbaka till sin ranch i Kalifornien där de födde upp boskap och Mieth började att måla. Hon dog i Santa Rosa 1998.

## Kända fotografier
Ett av Hansel Mieths mest kända fotografier är ett porträtt av en rhesusapa som står ute i vattnet. Bilden togs 1938 när Hansel dokumenterade en studie av apor genomförd av Harvard Medical School på Cayo Santiago, utanför Puerto Ricos östkust. Fotot publicerade första gången 16 januari 1940 i LIFE Magazine.
En annan känd bild av Mieth är också från 1938 och föreställer en arbetslös far på ett möte med Workers Alliance of America i North Platte, Nebraska. I ena handen håller han en medlemsansökan och i den andra sin son som försöker gömma sig under hans jacka.

## Eftermäle
Mieths liv skildras i entimmesdokumentären Hansel Mieth: Vagabond Photographer av regissören  Nancy Schiesari, som första gången visades 2003 på PBS serie Independent Lens.
Hansel Mieths arkiv finns i Center for Creative Photography (CCP) vid University of Arizona i Tucson, som också äger rättigheterna till hennes produktion.